# Rajd 1000 Miglia 2009
Rajd 1000 Miglia 2009 (33. Rally 1000 Miglia) – 33 edycja rajdu samochodowego Rajd 1000 Miglia rozgrywanego we Włoszech. Rozgrywany był od 17 do 19 kwietnia 2009 roku. Była to pierwsza runda Rajdowych Mistrzostw Europy w roku 2009 oraz trzecia runda Rajdowych Mistrzostw Włochy. Składał się z 13 odcinków specjalnych.

## Klasyfikacja rajdu
| Miejsce | Miejsce | Miejsce | Kierowca             | Pilot                | Samochód                       | Czas      | Strata  |
| Gen.    | ERC     | ITA     | Kierowca             | Pilot                | Samochód                       | Czas      | Strata  |
| ------- | ------- | ------- | -------------------- | -------------------- | ------------------------------ | --------- | ------- |
| 1.      | 1.      | 1.      | Giandomenico Basso   | Mitia Dotta          | Fiat Abarth Grande Punto S2000 | 2:32:39.6 | 0.0     |
| 2.      | 2.      | 2.      | Renato Travaglia     | Lorenzo Granai       | Peugeot 207 S2000              | 2:33:12.6 | +33.0   |
| 3.      |         | 3.      | Tobia Cavallini      | Sauro Farnocchia     | Peugeot 207 S2000              | 2:33:36.1 | +56.5   |
| 4.      |         | 4.      | Alessandro Perico    | Fabrizio Carrara     | Peugeot 207 S2000              | 2:33:52.5 | +1:12.9 |
| 5.      |         | 5.      | Rudy Michelini       | Michele Perna        | Peugeot 207 S2000              | 2:34:47.3 | +2:07.7 |
| 6.      |         | 6.      | Marco Signor         | Maurizio Barone      | Fiat Abarth Grande Punto S2000 | 2:34:56.4 | +2:16.8 |
| 7.      |         | 7.      | Gianpietro Antonelli | Stefano Botticini    | Peugeot 207 S2000              | 2:35:43.7 | +3:04.1 |
| 8.      | 3.      |         | Michał Sołowow       | Maciej Baran         | Peugeot 207 S2000              | 2:37:37.1 | +4:57.5 |
| 9.      | 4.      | 8.      | Luca Betti           | Giovanni Bernacchini | Peugeot 207 S2000              | 2:38:05.1 | +5:25.5 |
| 10.     | 5.      | 9.      | Corrado Fontana      | Carlo Cassina        | Peugeot 207 S2000              | 2:38:47.5 | +6:07.9 |